# It's the Great Pumpkin, Charlie Brown
It's the Great Pumpkin, Charlie Brown, en español llamado Es la gran calabaza, Charlie Brown, es el tercer especial animado en horario prime-time basado en el popular cómic diario Peanuts, de Charles M. Schulz.
Fue el primer especial de Halloween producido y animado por Bill Melendez. Su estreno fue el 27 de octubre de 1966, por la cadena CBS. CBS retransmitió el especial anualmente hasta el 2000 inclusive, y a partir de 2001 es transmitido por ABC. El programa fue nominado para un premio Emmy. Fue varias veces lanzado en VHS y DVD, la última edición fue lanzada por Warner Home Video el 2 de septiembre de 2008, con Esto es magia, Charlie Brown como especial adicional.

## Sinopsis
Ya bien entrado el otoño, la pandilla Peanuts se prepara para el Halloween. Aunque Lucy intenta que Charlie Brown patee la pelota que ella "sostiene", ella lo convence dándole un documento firmado en el que se compromete a no quitar la pelota. Ella lo hace de igual forma, ya que "lo extraño de este documento es que nunca fue notariado".
Mientras tanto, Linus escribe su carta anual a La Gran Calabaza, a pesar de la incredulidad y las burlas de todos y las amenazas de su hermana. En su carta, se lamenta de que "más gente cree en Santa Claus que en ti". Cuándo Lucy se niega a ayudarlo a colocar su carta en el buzón de correo, Linus lo hace ayudándose con su mantita.
En la Noche de Brujas, todos van a pedir dulces. En el camino, pasan por el campo de calabazas donde Linus espera a la Gran Calabaza y empiezan a burlarse, pero él está firmemente convencido de que la Gran Calabaza llegará, convenciendo también a Sally, que se queda con él. En todas las casas donde pasan a pedir dulces, todos obtienen dulces y dinero, excepto Charlie Brown, a quien siempre le dan una piedra. Luego, todos van a la fiesta en casa de Violet Gray, donde la cabeza de Charlie Brown es usada como modelo para un Jack-o'-lantern.
Mientras, Snoopy, vistiendo su traje de As de la Aviación de la Primera Guerra Mundial, aborda su Sopwith Camel (en realidad, su perrera), para luchar con el Barón Rojo. Luego de un feroz combate, a pesar de todo perdido, Snoopy llega a la fiesta de Violet, donde Schroeder toca para él melodías de la Primera Guerra Mundial. Luego, pasa por el campo de calabazas y, cuando Linus ve una sombra creciente, cree que la Gran Calabaza ha llegado, y se desmaya. Sally ve que solo es Snoopy, y se enfada con Linus al cual amenaza con demandar. A su vez, los otros niños pasan para llevarse a Sally. Linus les dice a los chicos que "si la Gran Calabaza viene" hablará bien de ellos, pero se da cuenta de su error y dice que con "otro error como ese y la Gran Calabaza no me tomará en cuenta".
A las 4 de la madrugada, Lucy se despierta y ve que Linus no está en su cama. Se levanta y va al huerto de calabazas, donde ve que su hermano se quedó dormido. Se lo lleva a casa y lo acuesta en su cama.
Al otro día, Charlie Brown le dice a Linus que también ha hecho cosas estúpidas en su vida. Su amigo le asegura que el próximo año, la Gran Calabaza llegará.

## Reparto
| Personaje     | Actor de voz original    | Actor de redoblaje (Latinoamérica) | Actor de redoblaje (Latinoamérica) |
| ------------- | ------------------------ | ---------------------------------- | ---------------------------------- |
| Charlie Brown | Peter Robbins            | Sofía Álvarez                      | José Manuel Vieira                 |
| Lucy          | Sally Dryer              | Diana Santos                       | Lilo Schmid                        |
| Linus         | Christopher Shea         | Edmundo Santos Jr.                 | Maythe Guedes                      |
| Schroeder     | Glenn Mendelson          | ¿?                                 | Sergio Sáez                        |
| Sally         | Kathy Steinberg          | ¿?                                 | Rossana Cicconi                    |
| Violet Gray   | Ann Altieri              | ¿?                                 | Irina Indigo                       |
| Pig-Pen       | Gabrielle DeFaria Ritter | Pili González                      | ¿?                                 |
| Patty         | Lisa DeFaria             | ¿?                                 | María Teresa Hernández             |
| Snoopy        | Bill Meléndez            | Bill Meléndez                      | Bill Meléndez                      |

- El doblaje original fue hecho en México, dirigido por Edmundo Santos, en el estudio Grabaciones y Doblajes, a fines de los años '60.
- El redoblaje venezolano fue hecho para el programa-paquete Estás en Nickelodeon, Charlie Brown a fines de los '90s.

### Curiosidades
- Edmundo Santos era también director de doblaje al español mexicano de las películas de Disney entre 1943 hasta su muerte en 1977, empresa en la que en algún tiempo Bill Meléndez trabajó.
- Diana Santos y Edmundo Santos Jr. eran hijos de Edmundo, quienes en su infancia y juventud (excepto Diana, que ha continuado actuando en doblajes y hasta ha hecho algunos) prestaron voz a varios personajes tanto de Disney como de otros estudios.

## La línea "I got a rock"
La repetida línea de Charlie Brown "I got a rock" causó cierta conmoción en los espectadores, según Charles Schulz en el libro y en el especial de TV retrospectivo Happy Birthday, Charlie Brown. Schulz dijo que después del estreno del especial, le fueron enviadas cajas y bolsas de dulces Sólo para Charlie Brown.

## Producción

### Ediciones de la transmisión de ABC
Para hacer espacio para los comerciales en las transmisiones actuales, ABC en su momento cortó dos escenas del especial, restauradas cuando el especial fue emitido junto con You're not Elected, Charlie Brown. Estas escenas son:
- La escena en la que Lucy hace patear el balón a Charlie Brown y lo quita.
- La parte en que Schroeder toca para Snoopy.

### Música
Toda la música fue hecha por el Sexteto de Vince Guaraldi. La famosa Linus and Lucy es usada en las escenas en que...:
- Linus lleva hasta la casa la calabaza que Lucy usará para su jack-o'-lantern.
- Linus escribe su carta.
- Linus es llevado por su hermana desde el huerto de calabazas hasta la casa.

Las canciones de la Primera Guerra Mundial tocadas por Schroeder en su piano de juguete mientras Snoopy baila son:
1.- Las canciones alegres:
- It's a Long Way to Tipperary.
- Pack Up Your Troubles in Your Old Kit-Bag.

2.- Las canciones tristes:
- There's a Long, Long Trail.
- Roses of Picardy.

## Lanzamientos en video
Paramount lanzó "It's the Great Pumpkin, Charlie Brown" en VHS a mediados de los 90. Más tarde fue lanzado en DVD el 12 de septiembre de 2000, con "You're not Elected, Charlie Brown" como especial adicional. 
En 2007, Warner Bros. compró los derechos para edición en video de los especiales de Peanuts, y volvió a lanzar el especial en el marco de la colección "Remastered Deluxe Edition" el 2 de septiembre de 2008 con "It's Magic, Charlie Brown" como especial adicional ("You're Not Elected..." fue lanzado en un DVD propio) y el extra "We Need a Blockbuster, Charlie Brown". El 7 de septiembre de 2010, Warner editó un pack de DVD/Blu-Ray, con las mismas características que el otro DVD. 

## Parodias
En 2008, los Simpson hizo una parodia del capítulo, en el episodio La casita del horror XIX.